# Adoxia brouni
Adoxia brouni es un coleóptero de la familia Chrysomelidae. Fue descrita científicamente por primera vez en 1924 por Weise.